# قبطان في الخامسة عشر
قبطان في الخامسة عشر (بالفرنسية: Un capitaine de quinze ans)، ونشرت أيضا باسم طفل الكهف (بالإنجليزية: The Child of the Cavern)، هي رواية لجول فيرن نشرت في عام 1878. وهي تتعامل بالأساس مع مسألة العبودية، وتجارة الرقيق الأفريقية وبالأخص من قبل غيرهم من الأفارقة.